# Jean-Louis Biget
Pour les articles homonymes, voir Biget.
Jean-Louis Biget, né le 26 mai 1937 et mort le 21 mars 2024, est un historien français, spécialiste du Moyen Âge.

## Biographie
Jean-Louis Biget est né dans les Deux-Sèvres où ses parents sont instituteurs. Il entre comme interne au lycée de Poitiers en 1947. En 1956, il entre au lycée Henri IV. Élève de l'École normale supérieure de Saint-Cloud (promotion 1957 voie Lettres), où il suit notamment les cours de Jacques Le Goff, puis agrégé d'histoire, il enseigne quelques années en lycée avant de devenir maître de conférences, puis professeur à l'École normale supérieure de Saint-Cloud, devenue École normale supérieure lettres et sciences humaines (Fontenay-Saint-Cloud), puis ENS-LSH, puis ENS de Lyon.
Il meurt le 21 mars 2024 à l'âge de 86 ans.

## Œuvre
Jean-Louis Biget est spécialiste de l'histoire du Languedoc médiéval et en particulier des villes (notamment d'Albi) et de la religion. Ses nombreux travaux sur l'hérésie languedocienne (dite à tort « cathare ») et sur l'Inquisition constituent des références de premier plan pour les historiens. Avec Monique Zerner, J.-L. Biget a été l'un des premiers à remettre en cause l'existence de mouvements dualistes et d'organisations hérétiques réellement structurées au XIIe siècle en Occident - malgré les affirmations des ecclésiastiques, soucieux de discréditer et de criminaliser les contestations. Des historiens comme Robert I. Moore et Mark G. Pegg ont développé les recherches sur l'hérésie dans ce sens.
Il est secrétaire général du Comité historique de Fanjeaux, qui organise depuis 1966 les colloques de Fanjeaux consacrés à l'histoire de la religion dans le Midi médiéval et en publie les actes dans la collection des Cahiers de Fanjeaux. En 1994, après la disparition de Marie-Humbert Vicaire, il est devenu responsable de l'édition des Cahiers de Fanjeaux, fonction qu'il a remplie jusqu'en 2004.
Jean-Louis Biget était membre du Comité de bien de la cité épiscopale d'Albi inscrite au Patrimoine mondial de l'UNESCO le 31 juillet 2010, reconnaissance à laquelle il a participé en qualité de contributeur scientifique.

## Publications

### Articles
- « Un procès d’Inquisition à Albi en 1300 », dans Le crédo, la morale et l’Inquisition. Cahiers de Fanjeaux 6, 1971, p. 273-341.
- « Mythographie du catharisme », dans Historiographie du catharisme. Cahiers de Fanjeaux 14, 1979, p. 271-359.
- « L’évolution des noms de baptême en Languedoc au Moyen Âge (IXe-XIVe siècle) », dans Liturgie et musique (IXe-XIVe siècle). Cahiers de Fanjeaux 17, 1982, p. 297-342.
- « Autour de Bernard Délicieux : franciscanisme et société en Languedoc entre 1295 et 1330 », dans Franciscanisme et société française, Revue d'histoire de l'Église de France, 70, 1984 (= Mouvements franciscains et société française, XIIe-XXe siècle : études présentées à la table ronde du CNRS (23 octobre 1982), éd. André Vauchez, Paris : Beauchesne, 1984), p. 75-93.
- « La cathédrale Sainte-Cécile d’Albi : l’architecture », dans Congrès archéologique de France, 140e session : Albigeois [1982], Paris : Société française d’archéologie, 1985, p. 20-62.
- « Les villes du Midi de la France au Moyen Âge », dans Panorama urbains : situation de l’histoire des villes, éd. Jean-Louis Biget, Jean-Claude Hervé, Fontenay-aux-Roses : ÉNS Éditions, 1995, p. 149-172.
- "Les 'Albigeois', histoire d'une dénomination", dans Inventer l'hérésie ? Discours polémiques et pouvoirs avant l'inquisition, dir. Monique Zerner, Nice : Z'Editions, 1998, p. 219-256.
- "Le Livre des sentences de l’inquisiteur Bernard Gui", Le Moyen Âge, 111/3, 2005, p. 605-620, accessible en ligne sur le site cairn.fr.
- "Béziers, citadelle de l'hérésie ?", dans En Languedoc au XIIIe siècle. Le temps du sac de Béziers, dir. Monique Bourin, Perpignan, 2010, p. 49-62.
- "Jean Guiraud, historien du Moyen Âge, de l'hérésie et de l'Inquisition", dans De l'École française de Rome au journal La Croix : Jean Guiraud, polémiste chrétien, dir. Jacques-Olivier Boudon, Rome, EFR, 2014, p. 289-311.

### Ouvrages
- (éd.), Histoire d’Albi, Toulouse : Privat, 1983.
- (avec Jean-CIaude Hervé et Yvon Thébert (éd.), Les cadastres anciens des villes et leur traitement par l'informatique : actes de la table ronde, Rome : École française de Rome (CEFR 120), 1989.
- Jean-Louis Biget (préf. Jean Favier, photogr. Michel Escourbiac), Sainte-Cécile d'Albi : peintures, Toulouse, Odyssée, 1995, 227 p. (ISBN 2-909478-03-3, BNF 35780226), prix Paul-Marmottan 1997
- Jean-Louis Biget (préf. Jean Favier, photogr. Michel Escourbiac), Sainte-Cécile d'Albi : sculptures, Toulouse, Odyssée, 1997, 343 p. (ISBN 2-909478-04-1, BNF 36174393), prix Paul-Marmottan 1997
- Jean-Louis Biget (préf. Jean Favier, photogr. Michel Escourbiac), La cathédrale Sainte-Cécile d'Albi : voir et comprendre, Graulhet, Odyssée, 1998, 107 p. (ISBN 2-909478-05-X, BNF 37002501)
- Hérésie et inquisition dans le midi de la France, Paris : Picard (Les médiévistes français), 2007.
- Les cathares albigeois et "bons hommes", photographies de Christophe Renault, Luçon : éditions Jean-Paul Gisserot (coll. Patrimoine), 2008.
- Eglise, dissidences et société dans l'Occitanie médiévale, préface de Julien Théry, Lyon, Avignon : CIHAM Editions, 2020 (collection Mondes médiévaux), 2020. Recueil de 33 articles révisés et un article inédit. Table des matières et préface accessibles en ligne.
- Albi et l'Albigeois au Moyen Âge (2 tomes), Albi, Archives et Patrimoine, 2022

### Enregistrements
- Les Cathares, CD audio, Éditions sonores De Vive Voix, Paris
- L'Inquisition, CD audio, Éditions sonores De Vive Voix, Paris
- La grande peste noire, CD audio, Éditions sonores De Vive Voix, Paris